# Ferite mortali
Ferite mortali (Exit Wounds) è un film del 2001 diretto da Andrzej Bartkowiak.
Le riprese del film si svolsero dall'11 agosto 2000 al 19 novembre 2000.
È basato sull'omonimo libro di John Westermann, ma il film - a parte il titolo e alcuni nomi dei personaggi - non ha molta somiglianza con il romanzo.
La pellicola è interpretata da Steven Seagal e dal rapper DMX.
La storia è ambientata a Detroit, anche se la maggior parte del film è stata girata in Canada, a Toronto, Hamilton e Calgary.

## Trama
Orin Boyd è un poliziotto ligio al dovere, ma utilizza metodi poco ortodossi e spesso al di là della legalità per arrestare i criminali. Per questa ragione, dopo un'emergenza in cui non ha seguito il protocollo durante il salvataggio del vice-presidente degli Stati Uniti, i suoi superiori decidono di punirlo e di assegnarlo a uno dei peggiori distretti della città, il 15º distretto, oltre ad obbligarlo a seguire un corso con una psicologa per migliorare il suo carattere irruente e rissoso. Nonostante la punizione, Orin non riesce a star fermo: trovandosi sulle tracce di uno spacciatore, assiste al furto di un grosso quantitativo di eroina sequestrata dalla polizia durante un'importante operazione e conservata nei magazzini della centrale. Boyd non riesce a catturare la banda, ma gli viene ordinato di smettere di indagare sul caso.
Boyd non obbedisce all'ordine ricevuto e continua le indagini di nascosto. Seguendo una pista promettente, arriva a Latrell Walker, un grosso spacciatore che fa affari con alcuni poliziotti corrotti del distretto in cui lavora Boyd. In realtà Latrell è Leon Rollins, un giovane imprenditore arricchitosi con attività commerciali sviluppate tramite internet. Leon si finge un trafficante di droga per poter smascherare da solo la banda di poliziotti corrotti del 15º distretto, anche perché hanno incastrato e imprigionato suo fratello minore, Shawn. Boyd dunque chiede aiuto al suo superiore, Frank, ma scopre che proprio questi è il capo della banda. Dopo una violenta sparatoria, Frank viene ucciso insieme all'intera banda, e alla fine della vicenda Boyd decide di rimanere nel 15º distretto.

## Accoglienza
Il film debuttò a sorpresa al primo posto del botteghino statunitense con un incasso di oltre 18 milioni di dollari nei cinema, venendo salutato come il ritorno trionfale di Steven Seagal dopo una serie di film di scarso successo. Tuttavia la critica lo accolse negativamente. Sul sito Rotten Tomatoes ha una valutazione del 32% di recensioni professionali positive. Il film incassò in tutto il mondo quasi 80 milioni di dollari.

## Colonna sonora
Un album contenente la musica hip hop utilizzata nel film fu pubblicata il 20 marzo 2001 dalla Virgin Records. Raggiunse la posizione n° 8 della Billboard 200 e la n° 5 della Top R&B/Hip-Hop Albums.